# Dekanija Žužemberk
Dekanija Žužemberk je rimskokatoliška dekanija Škofije Novo mesto, katere sedež je v Žužemberku.
Do 7. aprila 2006 je bila dekanija del Nadškofije Ljubljana. Dekanijska cerkev je Cerkev sv. Mohorja in Fortunata, Žužemberk. Zdajšnji dekan je Dejan Pavlin, župnik na Krki.
Dekanijo sestavlja 9 župnij:
- Ajdovec
- Ambrus
- Dobrnič
- Krka
- Sela pri Šumberku
- Šmihel pri Žužemberku
- Zagradec
- Žužemberk